# Machairophyllum
Machairophyllum is een geslacht uit de ijskruidfamilie (Aizoaceae). De soorten uit het geslacht komen voor in de Kaapprovincie in Zuid-Afrika.

## Soorten
- Machairophyllum albidum (L.) Schwantes
- Machairophyllum bijlii (N.E.Br.) L.Bolus
- Machairophyllum brevifolium L.Bolus
- Machairophyllum stayneri L.Bolus

... · 
Antimima · 
Argyroderma · 
Carpobrotus · 
Disphyma · 
Dorotheanthus · 
Gibbaeum · 
Lapidaria · 
Lithops · 
Mesembryanthemum · 
Sceletium · 
Tetragonia · 
...